# Конкурс скрипачей имени Анри Вьётана
Конкурс скрипачей имени Анри Вьётана (фр. Prix Vieuxtemps) — конкурс академических скрипачей, проходящий в бельгийском городе Вервье в память о скрипаче и композиторе Анри Вьётане.
Был учреждён в ходе проводившихся 24-29 августа 1920 года торжеств в честь столетия Вьётана по инициативе его ученика Эжена Изаи. В рамках этого события был проведён конкурс, по итогам которого специальный Приз королевы получил Альфред Дюбуа. Хотя Дюбуа иногда также причисляется к лауреатам конкурса, первое официальное состязание состоялся в 1923 году, и его победителем стал Эктор Клокерс.
В 1959 году конкурс получил международный статус. Вплоть до 1963 года онпроводился каждые два года, начиная с 1966 года проходит раз в четыре года. 
Среди лауреатов конкурса наибольшую известность получили Артюр Грюмьо (1939), Жорж Октор (1941), Татьяна Самуил (1998).